# Прикрашена черепаха червоночеревна
Прикрашена черепаха червоночеревна (Pseudemys rubriventris) — вид черепах з роду Прикрашені черепахи родини Прісноводні черепахи.

## Опис
Загальна довжина карапаксу коливається від 25 до 40 см. Спостерігається статевий диморфізм: самиці більші за самців. Голова середнього розміру. Має зубчатий, кликоподібний виріст на верхній щелепі. Карапакс довгий і досить низький. У самиць карапакс трохи зморшкуватий. Пластрон великий. Пахвові щитки коротки.
Зверху черепаха забарвлена у темно-коричневі тони. Голова, шия та кінцівки з поздовжніми білими переривчастими смужками. Пластрон і нижній край карапаксу червонуваті. У самиць карапакс коричневий з червоними поперечними рисками і безліччю дрібних червоних міток, а пластрон помаранчевий або червоний зі складним малюнком, що з віком зникає. Старі особини дуже темні, але відмітини з віком не зникають.

## Спосіб життя
Полюбляє струмки, ставки, озера, болота з прісною і солонуватою водою. Населяє сильно замулені водойми, порослі різноманітною водною рослинністю з переважанням перистолистників. Дуже обережна і часто ховається у густих заростях водних рослин. Активна з середини квітня при температурі води 13-14 °C до середини вересня. Коли вода охолоджується, черепаха може переміщатися по суші на значні відстані. Харчується рибою, земноводними, молюсками, комахами, водними рослинами.
Статева зрілість настає у 9 років. Сезон парування припадає на березень—липень в залежності від місця проживання. Самиці відкладають яйця у травні—червні. У кладці 13—17, іноді 30 яєць. Інкубаційний період триває 70—100 днів. Новонароджені черепашенята завдовжки 2,8—3,2 см.

## Розповсюдження
Мешкає уздовж Атлантичного узбережжя від Північної Кароліни до Нью-Джерсі та Массачусетса. Зустрічається також у Пенсільванії (США).